# フールズ・デイ
「フールズ・デイ」（Fool's Day）は、2010年にリリースされた、イギリスのオルタナティヴ・ロック・バンド、ブラーのシングル。

## 概要
独立系レコード店を支援するイベント「レコード・ストア・デイ」用に、7インチ・シングルとして1000枚限定で発売された。ブラーとしては7年ぶりのシングル。ギタリストのグレアム・コクソンが2009年にバンドに復帰してから初のシングル曲であり、4人そろってのシングルとしては、2000年リリースのミュージック・イズ・マイ・レーダー以来10年ぶりとなった。